# Artur Petrosjan
Artur Petrosjan (orm. Արթուր Պետրոսյան, ur. 17 grudnia 1971 w Leninakanie) – ormiański piłkarz grający na pozycji ofensywnego pomocnika.

## Kariera klubowa
Petrosjan pochodzi z miasta Leninakan. Jest wychowankiem tamtejszego klubu Szirak Leninakan. W 1989 roku zadebiutował w jego barwach w trzeciej lidze radzieckiej i od czasu debiutu stał się podstawowym zawodnikiem zespołu. Od 1992 roku grał w barwach Sziraka w rozgrywkach ligi ormiańskiej. Już w 1992 roku wywalczył z Szirakiem mistrzostwo Armenii, a w 1994 roku po raz drugi został mistrzem kraju. W 1996 roku zdobył Superpuchar Armenii.
W 1998 roku Petrosjan przeszedł do izraelskiego Maccabi Petach Tikwa. W 1999 roku wygrał z nim rozgrywki Toto Cup, czyli Pucharu Izraela. Po sezonie odszedł do rosyjskiego Lokomotiwu Niżny Nowogród i w rosyjskiej lidze rozegrał 6 spotkań. Jeszcze w 1999 roku wrócił do Armenii i grał w Sziraku Giumri. W 1999 roku wywalczył z nim mistrzostwo i Superpuchar Armenii.
W 2000 roku Petrosjan odszedł z Sziraka do szwajcarskiego BSC Young Boys z Berna. W Young Boys grał do lata 2003 będąc podstawowym zawodnikiem zespołu. Kolejnym i ostatnim klubem w karierze Ormianina był FC Zürich, w którym zadebiutował 16 lipca 2003 w przegranym 1:2 wyjazdowym spotkaniu z FC Basel. W 2005 roku zdobył Puchar Szwajcarii, a w 2006 zakończył karierę piłkarską w wieku 35 lat.
| Sezon   | Klub                     | Kraj       | Rozgrywki         | Mecze | Bramki |
| ------- | ------------------------ | ---------- | ----------------- | ----- | ------ |
| 1989    | Szirak Leninakan         | ZSRR       | III. liga         | 33    | 4      |
| 1990    | Szirak Leninakan         | ZSRR       | III. liga         | 37    | 2      |
| 1991    | Szirak Leninakan         | ZSRR       | III. liga         | 34    | 11     |
| 1992    | Szirak Giumri            | Armenia    | Bardzragujn chumb | 32    | 15     |
| 1993    | Szirak Giumri            | Armenia    | Bardzragujn chumb | 25    | 11     |
| 1994    | Szirak Giumri            | Armenia    | Bardzragujn chumb | 28    | 15     |
| 1995/96 | Szirak Giumri            | Armenia    | Bardzragujn chumb | 9     | 2      |
| 1996/97 | Szirak Giumri            | Armenia    | Bardzragujn chumb | 18    | 11     |
| 1997    | Szirak Giumri            | Armenia    | Bardzragujn chumb | 17    | 18     |
| 1998    | Szirak Giumri            | Armenia    | Bardzragujn chumb | 21    | 12     |
| 1998/99 | Maccabi Petach Tikwa     | Izrael     | Ligat ha’Al       | 14    | 0      |
| 1999    | Lokomotiw Niżny Nowogród | Rosja      | Priemjer-Liga     | 6     | 0      |
| 1999    | Szirak Giumri            | Armenia    | Bardzragujn chumb | 17    | 13     |
| 2000    | Szirak Giumri            | Armenia    | Bardzragujn chumb | 25    | 15     |
| 2000/01 | BSC Young Boys           | Szwajcaria | Super League      | 9     | 1      |
| 2001/02 | BSC Young Boys           | Szwajcaria | Super League      | 31    | 7      |
| 2002/03 | BSC Young Boys           | Szwajcaria | Super League      | 30    | 7      |
| 2003/04 | FC Zürich                | Szwajcaria | Super League      | 32    | 13     |
| 2004/05 | FC Zürich                | Szwajcaria | Super League      | 13    | 2      |
| 2005/06 | FC Zürich                | Szwajcaria | Super League      | 0     | 0      |

## Kariera reprezentacyjna
W reprezentacji Armenii Petrosjan zadebiutował 16 czerwca 1992 roku w wygranym 1:0 towarzyskim spotkaniu z Mołdawią. 15 listopada 1995 roku w meczu eliminacji do Euro 96 z Danią (1:3) strzelił swojego pierwszego gola w reprezentacji. Wraz z Armenią wystąpił też w eliminacjach do Mistrzostw Świata 1998, Euro 2000, Mistrzostw Świata 2002, Euro 2004 i Mistrzostw Świata 2006. Od 1992 do 2005 roku rozegrał w kadrze narodowej 69 spotkań, w których strzelił 11 goli. Jest najskuteczniejszym graczem w historii reprezentacji Armenii.